# Football Club Rarogne
Maillots
Le Football Club Rarogne (en allemand : Fussball Club Raron) est un club suisse de football basé à Rarogne, dans le canton du Valais, et fondé en 1943. Il évolue actuellement au sein de la 3e ligue, la septième division suisse.
Dans son histoire, le FC Rarogne a joué en Ligue nationale B (deuxième division) durant quatre saisons dans les années 1970.

## Histoire
Le FC Rarogne est créé en 1943. Il évolue durant trois saisons consécutives en LNB (de 1974 à 1977) puis à nouveau lors de la saison 1979-1980.
Il évolue actuellement en 3e ligue, la septième division suisse.

## Joueurs notables
- Georges Bregy, international suisse formé au club[1].
- Erich Burgener, gardien international suisse formé au club[1].
- Martin Schmidt, joueur puis entraîneur.